# Салтівська культура

Розташування Салтівської культури на мапі

Салтівська культура або Салтівсько-Маяцька культура (датується приблизно 700—1000 роками н. е.) — археологічна культура залізної доби, що виникла у народів Хозарського каганату переважно в лісостепу й степу Надозів'я, Подоння, Волго-Донського межиріччя, у Передкавказзі під час їх переходу від кочового способу життя до осілого.
Салтівська культура загинула під ударами печенігів на початку X сторіччя. Назву має від могильника, відкритого в 1900 році поблизу села Верхній Салтів (тепер Вовчанського району Харківської області), де виявлено також залишки великого (понад 120 га) міста VIII-X сторіччя з кам'яною цитаделлю і посадом. З інших городищ Салтівської культури найвідоміше Маяцьке (Воронізька область), яке використовується у Росії у назві «Салтівсько-маяцька культура».
У вузькому сенсі — культура аланського населення лісостепової частини Подоння, що склалася в результаті переселення у цей регіон аланських племен. Генетично пов'язана з культурою аланів Північного Кавказу. У широкому сенсі Салтівську культуру прийнято визначати як «державну культуру Хозарського каганату» і включають в її ареал степове Подоння, Приазов'я, Тамань, Східний Крим, Нижнє Поволжя і Прикаспійський Дагестан. У цьому випадку культура підрозділяється на два локальних варіанти: лісостеповий — аланський, який в антропологічному сенсі представлено доліхокефальним населенням, і степовий, умовно званий «болгарським» з брахікефальним населенням. Останній, в свою чергу, також поділяється на декілька територіальних варіантів. Ця точка зору вперше висловлена (у вигляді гіпотези) М. І. Артамоновим в 1950-і роки, що об'єднав салтівські пам'ятники з типологічно й історично близьким районом Нижнього Подоння. Остаточне оформлення концепція отримала в роботах С. А. Плетньової, ставши загальноприйнятою. На початок XXI пряма тотожність СМК з Хазарією залишається широко використовуваним у науковій літературі, хоча і зазнає критики з боку деяких дослідників.

## Пам'ятки
Пам'ятки Салтівської культури (тепер відомо близько 200): залишки стоянок, поселень, міст, могильників. При розкопах поселень Салтівської культури виявлено залишки жител, господарчих споруд, ремісничих майстерень тощо, а також численні зразки керамічного посуду, знарядь праці і виробів ремісників та скарби срібних монет і речей східного і візантійського походження.

## Культура алан
Аланський варіант культури характеризується хліборобським типом поселень з напівземлянковими житлами, замками з білокам'яними стінами і катакомбним обрядом поховання (разом з померлими в поховальні камери клали зброю, прикраси, посуд тощо)

## Культура давніх булгар
Булгарський варіант культури характеризується тимчасовими стоянками з юртоподібними житлами та могильниками з похованнями у вузьких ямах зі значно біднішим інвентарем.
Культури, подібні салтівській культурі, і поодинокі пам'ятки, відомі в районах поширення давніх булгар: у східному Криму, на середньому Поволжі і долині Дунаю.

## Хозарські міста
Населення салтівської культури поза поселеннями й стоянками жило у великих містах, як Фанагорія, Саркел та інших.

## Культура у Пензенській області
На території Пензенської області пам'ятки культури відносяться приблизно до 900—1015 років. Поховальний обряд мордви у верхів'ях річки Мокші свідчить про вплив на мордву населення салтівсько-маяцької культури наприкінці 1-го тисячоріччя, що, ймовірно, є віддзеркаленням етнічних контактів, політичним та культурним впливом, підпорядкуванням.